# Die Jagd des Lebens
Die Jagd des Lebens ist ein kurzer Parabeltext. Er stand in Ludwig Bechsteins Deutsches Märchenbuch nur in frühen Auflagen und stammt aus Joseph von Laßbergs Liedersaal (Nr. 34).

## Inhalt
Ein Jäger verfolgt ein Tier. Es stellt sich als Einhorn heraus, das ihn an einen Felshang treibt, unten ein See mit einem Drachen. Der Jäger rutscht aus und hält sich an einem Strauch fest. Eine weiße und eine schwarze Maus benagen dessen Wurzeln. Doch von einem Baum fällt süßer Honig.
Der Jäger ist der Mensch, das Einhorn der Tod, der Fels die Erde, der Strauch das Leben, die Mäuse Tag und Nacht, See und Drache sind Hölle und Teufel, der Honig die Liebe.

## Herkunft
Bechstein nennt den Text eine „Altdeutsche Mär“ mit allegorischer Deutung nach Laßbergs Liedersaal I. Dort hat das Gedicht sieben Strophen. Der Honigbaum sei „die Minne“ („wib und man“). Einhorn ist ein Fabeltier. Das Schlussbild ähnelt den Tantalosqualen. Ein ähnliches Thema hat Kafkas Kleine Fabel.